# Brungult lövfly
Brungult lövfly (Caradrina morpheus) är en fjärilsart som beskrevs av Hüfnagel 1767. Brungult lövfly ingår i släktet Caradrina och familjen nattflyn. Arten är reproducerande i Sverige. Inga underarter finns listade i Catalogue of Life.

## Bildgalleri

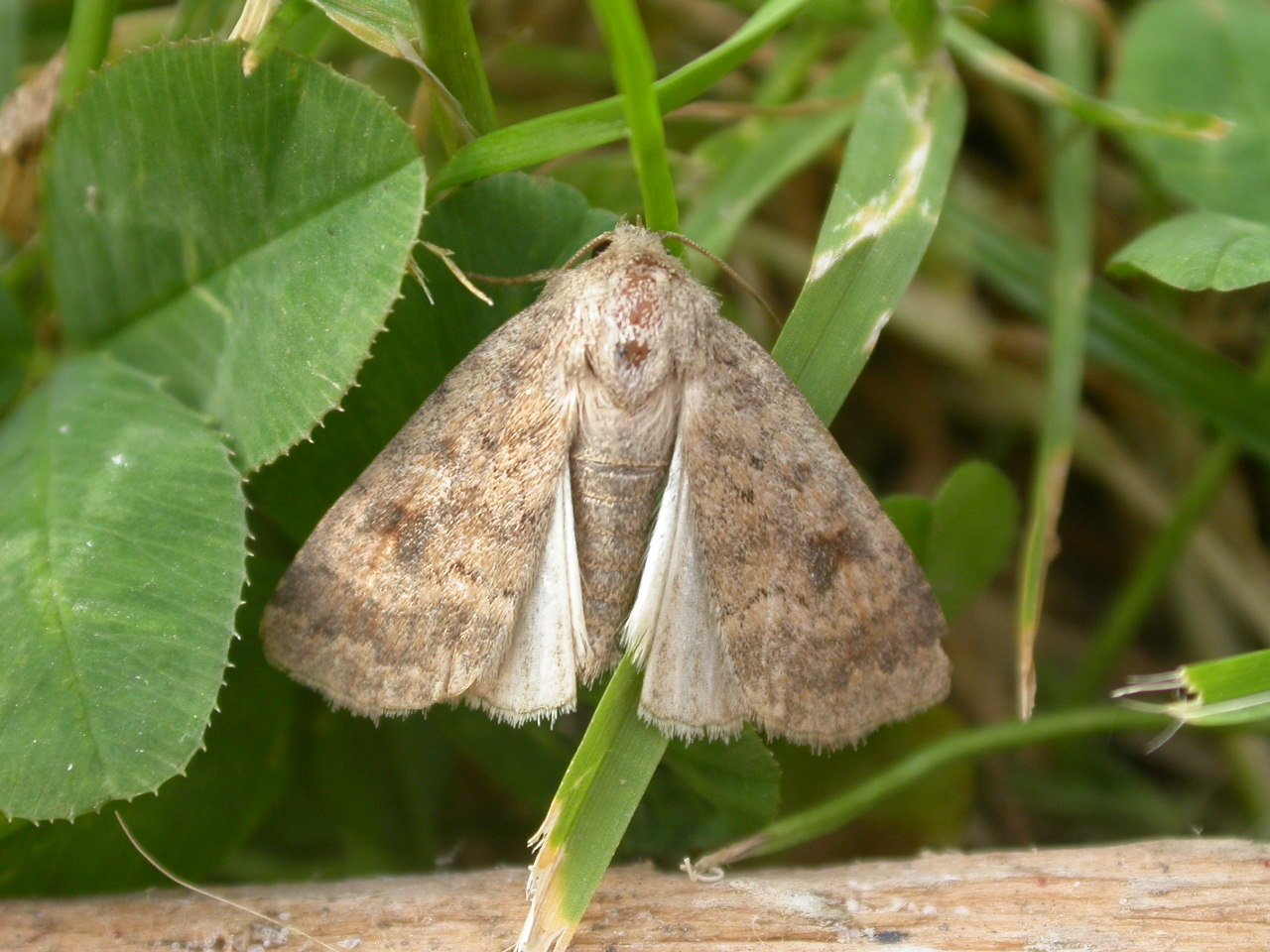
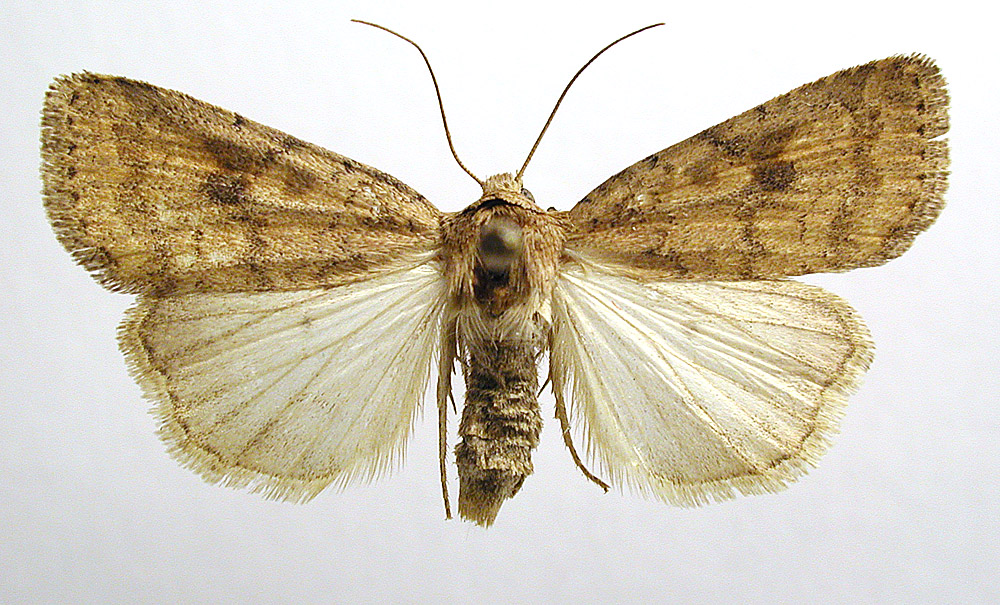
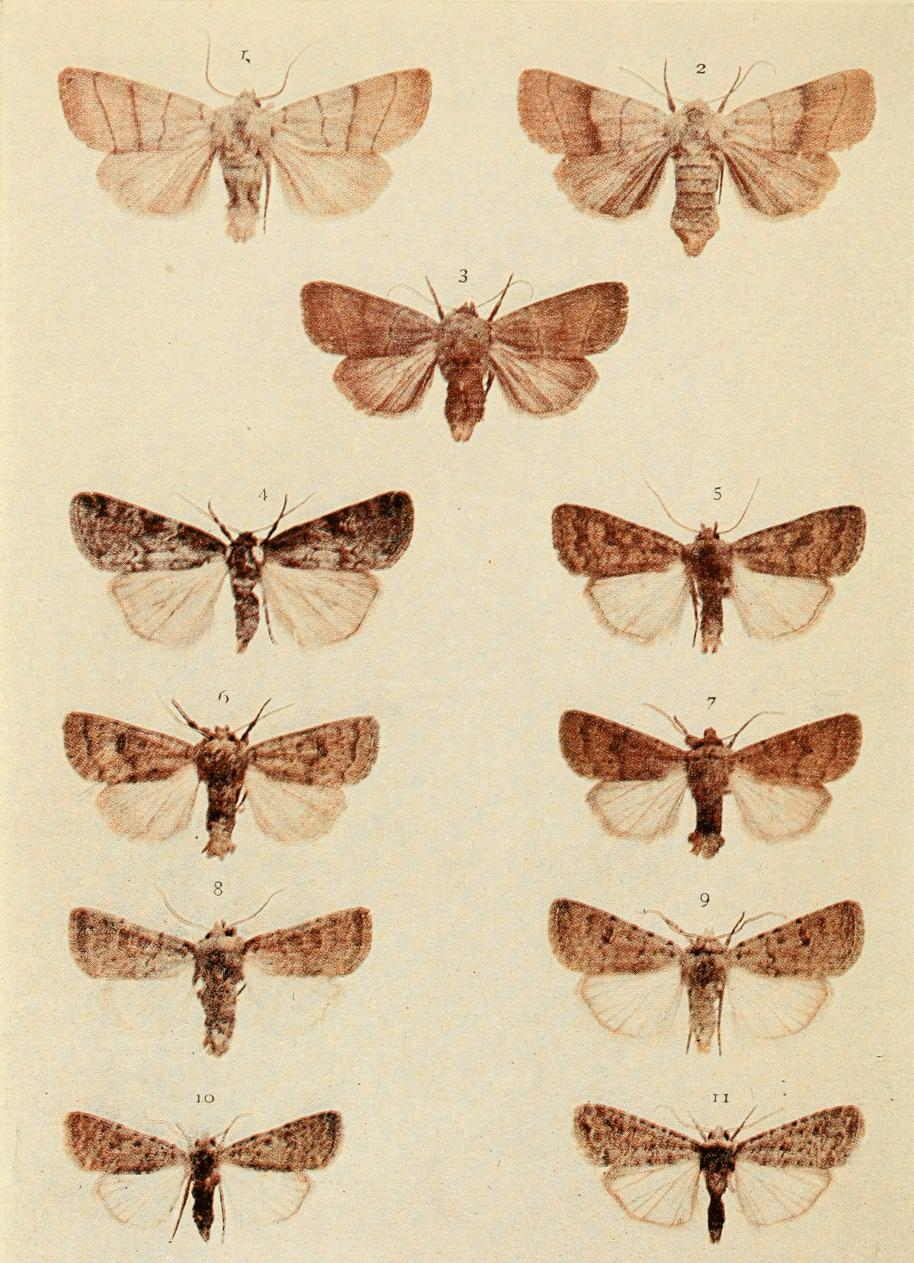